# Langtang

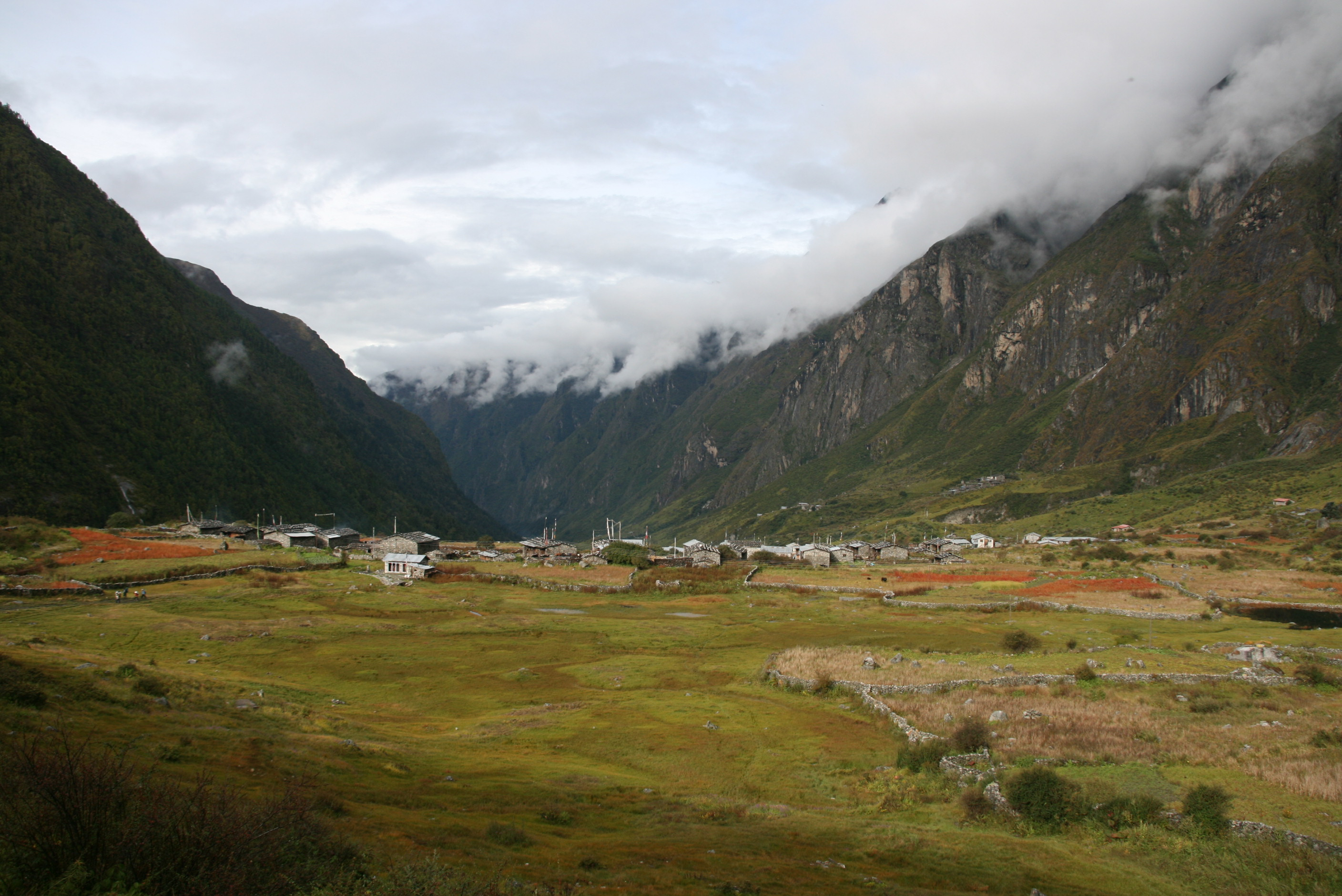
Siedlung Langtang

Langtang (Nepali लाङटाङ, in deutschsprachigen Texten auch Langthang geschrieben) ist ein Dorf, bis 2017 ein Village Development Committee (VDC) und eine Region in Nepal im Norden des Distrikts Rasuwa.
Das VDC Langtang erstreckte sich über das Flusstal des Langtang Khola. Im Norden grenzte es an Tibet.
Das Gebiet steht als Nationalpark unter Schutz. Es befinden sich zahlreiche sehr hohe Gipfel, beispielsweise der Langtang Lirung (7246 m), im Langtang. 
Der Park beinhaltet eine große Bandbreite an Klimazonen, vom subtropischen Klima bis zur nivalen Stufe. Ungefähr 25 % des Parks sind bewaldet.

## Einwohner
Bei der Volkszählung 2011 hatte das VDC Langtang 415 Einwohner (davon 192 männlich) in 152 Haushalten.
Die Mehrzahl der Einwohner gehört den Tamang an. Das Dorf Langtang wurde durch eine vom Erdbeben im April 2015 ausgelöste Lawine aus Eis und Gestein und die anschließende Druckwelle fast vollständig zerstört.

## Dörfer und Weiler
Das VDC Langtang bestand aus mehreren Dörfern und Weilern. 
Die wichtigsten sind:
- Kyangjin Ghompa (3860 m ⊙)
- Langtang (3455 m ⊙)
- Rimche (2440 m ⊙)

## Klimatabelle
|                       | Jan | Feb | Mär | Apr | Mai | Jun | Jul | Aug | Sep | Okt | Nov | Dez |   |      |
| Mittl. Tagesmax. (°C) | 2   | 3   | 8   | 14  | 17  | 18  | 19  | 18  | 16  | 15  | 9   | 8   | ⌀ | 12,3 |
| Mittl. Tagesmin. (°C) | −11 | −10 | −6  | −2  | 2   | 7   | 9   | 8   | 7   | 2   | −8  | −10 | ⌀ | −1   |

| −11 |

| −10 |

| −6 |

| −2 |

| 2 |

| 7 |

| 9 |

| 8 |

| 7 |

| 2 |

| −8 |

| −10 |

| −11 |

| −10 |

| −6 |

| −2 |

| 2 |

| 7 |

| 9 |

| 8 |

| 7 |

| 2 |

| −8 |

| −10 |